# Gare d'Erkner
La gare d'Erkner [ˈɛɐ̯kˌnɐ]  est une gare ferroviaire allemande de la ligne de Berlin à Wrocław, située sur le territoire de la ville d'Erkner dans le Brandebourg au sud-est de Berlin.
C'est une gare voyageurs desservie par des trains Regional-Express et S-Bahn de Berlin. Située en zone C, elle tient lieu de terminus est de la Ligne 3 du S-Bahn de Berlin qui la relie à Berlin Ostkreuz. 

## Situation ferroviaire
Établie à 40 mètres d'altitude, la gare d'Erkner est située au point kilométrique (PK) 24,3 de la ligne de Berlin à Wrocław.
Elle dispose des deux voies de passage de la ligne et de trois voies en impasse (Terminus S 3).

## Histoire
L'inauguration de la gare a eu lieu le 23 octobre 1842 sur la ligne allant de Berlin à Francfort-sur-l'Oder. 
Au printemps 1919, 36 berlinois ont construit un lotissement autour de la gare en forme de cité-jardin.
Elle est électrifiée le 11 juin 1928.

## Service des voyageurs

### Accueil
Elle dispose d'un bâtiment voyageurs.

### Desserte
Erkner est une gare régionale desservie par des trains Regional-Express sur des relations Brandebourg Hbf (de) ou Magdebourg Hbf - Francfort-sur-l'Oder.
C'est également une gare de la S-Bahn de Berlin desservie par les trains de la ligne 3 dont elle est le terminus.

Desserte en 2015
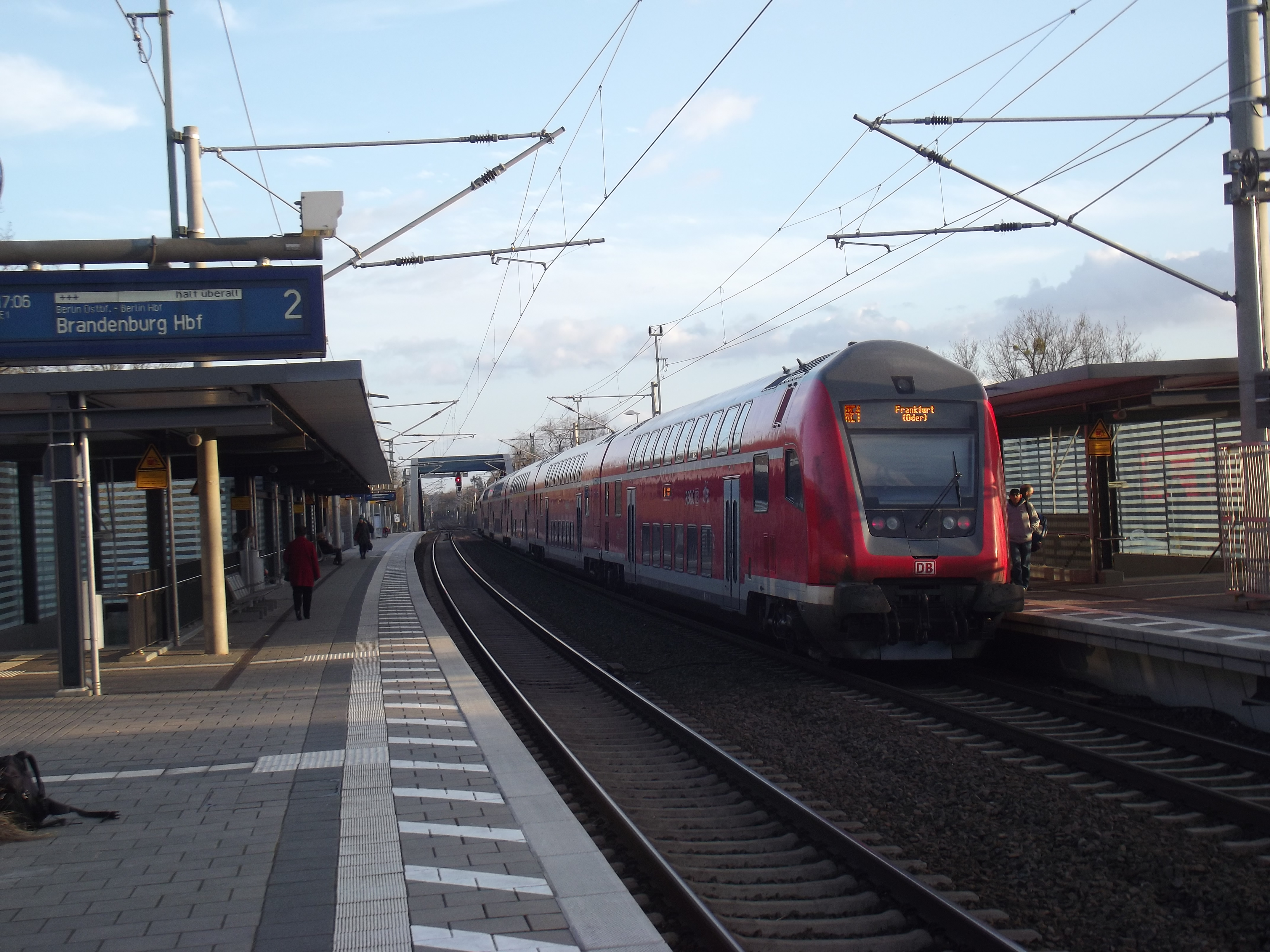
Regional-Express
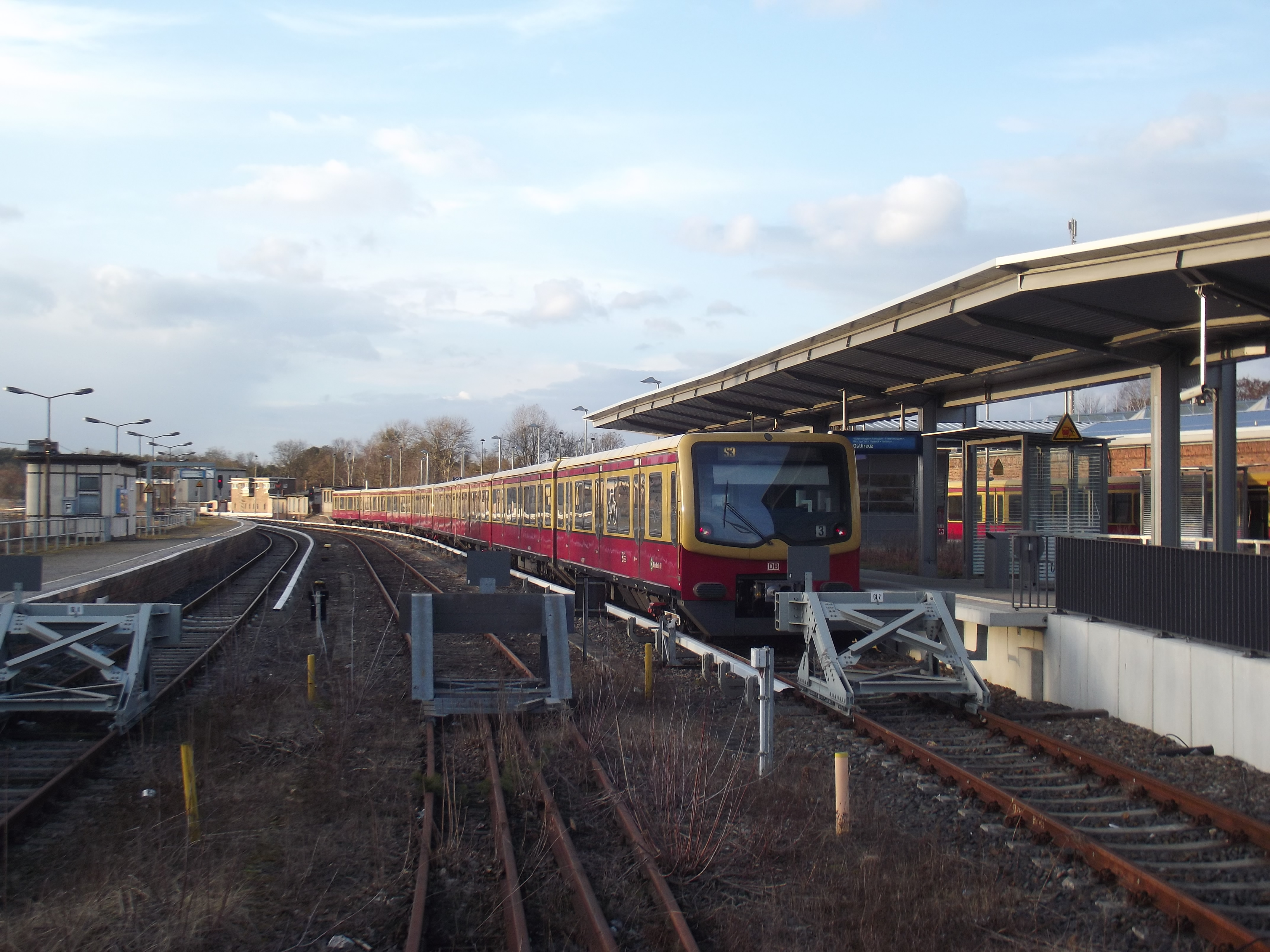
S-Bahn de Berlin

| Ligne | Villes étapes | Entreprise    |
| ----- | --- | ------------- |
| RE1   | Magdebourg – Brandebourg-sur-la-Havel – Potsdam – Berlin-Charlottenburg – Berlin – Gare d'Erkner – Fürstenwalde – Francfort-sur-l'Oder (– Cottbus) | Deutsche Bahn |

### Intermodalité
Un parc pour les vélos et un parking pour les véhicules y sont aménagés.
Une gare routière située à proximité est desservie par les bus de lignes régionales.